# Sẹ (thực vật)
Sẹ hay mè tré, ích trí nhân (danh pháp hai phần: Alpinia globosa) là cây thân thảo thuộc họ Gừng.
Cây có thể cao đến 1,5 m, ra hoa tháng 3 đến tháng 5, mọc hoang dưới tán rừng ẩm. Quả có thể dùng làm thuốc.
Cây có mặt ở Trung Quốc, Việt Nam (miền núi phía Bắc và các tỉnh Nam bộ).